# قناة البيض

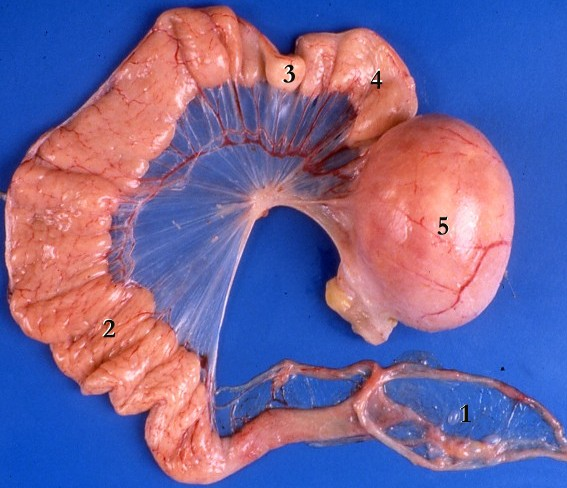

قناة البيض. أو قناة المبيض هو الممر من المبيض إلى خارج الجسم في الفقاريات من غير الثدييات، في إناث الثدييات هذا الممر كما هو معروف يسمى أنبوب الرحم أو قناة فالوب. ينتقل البيض  على طول قناة البيض. هذه البويضات إما أن يتم إخصابها بالحيوانات المنوية لتصبح بويضة مخصبة أو سوف تتحلل في الجسم. عادة، هذه ما تكون قناة البيض مزدوجة (أي توجد على اليمين وعلى اليسار في جسم الكائن الحى)، ولكن في الطيور وبعض الأسماك الغضروفية توجد على جانب واحد (جنبا إلى جنب مع المبيض المقابل)، وعندئذ توجد قناة بيض واحدة فعالة.